# Lucian Mîndruță
Lucian Mîndruță (n. 15 septembrie 1967, București, România) este un jurnalist, prezentator de televiziune și de radio și fost lector universitar.

## Activitate
A absolvit Facultatea de Jurnalism și Științe ale Comunicării din cadrul Universității București, în cadrul programului de Învățămînt cu Frecvență Redusă (IFR). În timpul anilor de studenție a publicat pentru prima oară într-unul dintre primele ziare românești de după revoluție - "Meșterul Manole".
În prezent Mîndruță este realizator radio la DigiFM și jurnalist de social media și online. 
A scris în Dilema, Jurnalul Național,  Săptămâna Financiară și în revista The One sau Viva. 
Este și trainer de media și  presentation skills la Sign Factor SRL.  
Pe parcursul timpului a fost: director la Ziarul Financiar (2000 - 2003), producător și moderator la „Profeții despre trecut” (1997 - 2003), un talk-show politic la Pro TV, cu Silviu Brucan, emisiune care i-a crescut prestigiul și cota de vedetă TV. A ocupat mai multe poziții ca editor pentru AM Press News Agency (1991), a lucrat ca prezentator la televiziuni ca: SOTI (1992 - 1993), Tele 7ABC (1994 - 1995) și Pro TV (1996 - 1999).
A fost prezentator alături de Alessandra Stoicescu al „Observatorului de la Ora 19” de la postul Antena 1 între 2003 și 2010.
A scris câteva cărți de eseu jurnalistic -  Fabrica de Tămâie (2004), Ce n-a avut loc in prompter (2009), Share (2014) - și proză. A contribuit și la o carte ce cuprinde povestirile a peste 100 de persoane publice referitoare la copilăria lor și la bunicii lor.
Din luna noiembrie 2015 a început să prezinte emisiunea Interactiv la Digi FM de luni până vineri de la 16 la 18.

## Controverse
Jurnalistul a intrat uneori în atenția opiniei publice pentru comentarii controversate, făcute pe blog și pe rețeaua de socializare Facebook. Într-o postare pe blog, i-a criticat pe cei care se declarau împotriva recrutării și a participării la război. Cu altă ocazie, într-o postare pe Facebook, a lansat întrebarea dacă nu cumva printre cauzele diferențelor de dezvoltare dintre România și Occident ar fi și una de ordin biologic.

## Cărți
- Fabrica de Tămâie, portrete și povestiri jurnalistice, publicate anterior in Dilema, (prefață: Doina Ruști), Ed. Polirom, 2004.
- Ce n-a avut loc în prompter -  opinii jurnalistice, Ed. Curtea-Veche, 2009.
- Share, Ed. Herg Benet, 2014.

## Volume colective
- Cartea cu bunici, coord. de Marius Chivu - Ed. Humanitas, 2007;
- Ochelarii de fum, proză, volum colectiv, coord Doina Ruști, editat de Uniunea Scriitorilor din România, 2008
- Prima mea carte, coord. de Raluca Dincă - Ed. Art, 2011;